# Вінцнау
Вінцнау (нім. Winznau) — громада  в Швейцарії в кантоні Золотурн, округ Госген.

## Географія
Громада розташована на відстані близько 60 км на північний схід від Берна, 35 км на північний схід від Золотурна.
Вінцнау має площу 3,9 км², з яких на 19,6% дозволяється будівництво (житлове та будівництво доріг), 36% використовуються в сільськогосподарських цілях, 40,3% зайнято лісами, 4% не є продуктивними (річки, льодовики або гори).

## Демографія
2019 року в громаді мешкало 1902 особи (+14,1% порівняно з 2010 роком), іноземців було 17%. Густота населення становила 483 осіб/км².
За віковим діапазоном населення розподілялося таким чином: 18,6% — особи молодші 20 років, 58,3% — особи у віці 20—64 років, 23,1% — особи у віці 65 років та старші. Було 867 помешкань (у середньому 2,2 особи в помешканні).
Із загальної кількості 289 працюючих 35 було зайнятих в первинному секторі, 67 — в обробній промисловості, 187 — в галузі послуг.